# خدمات مشتری

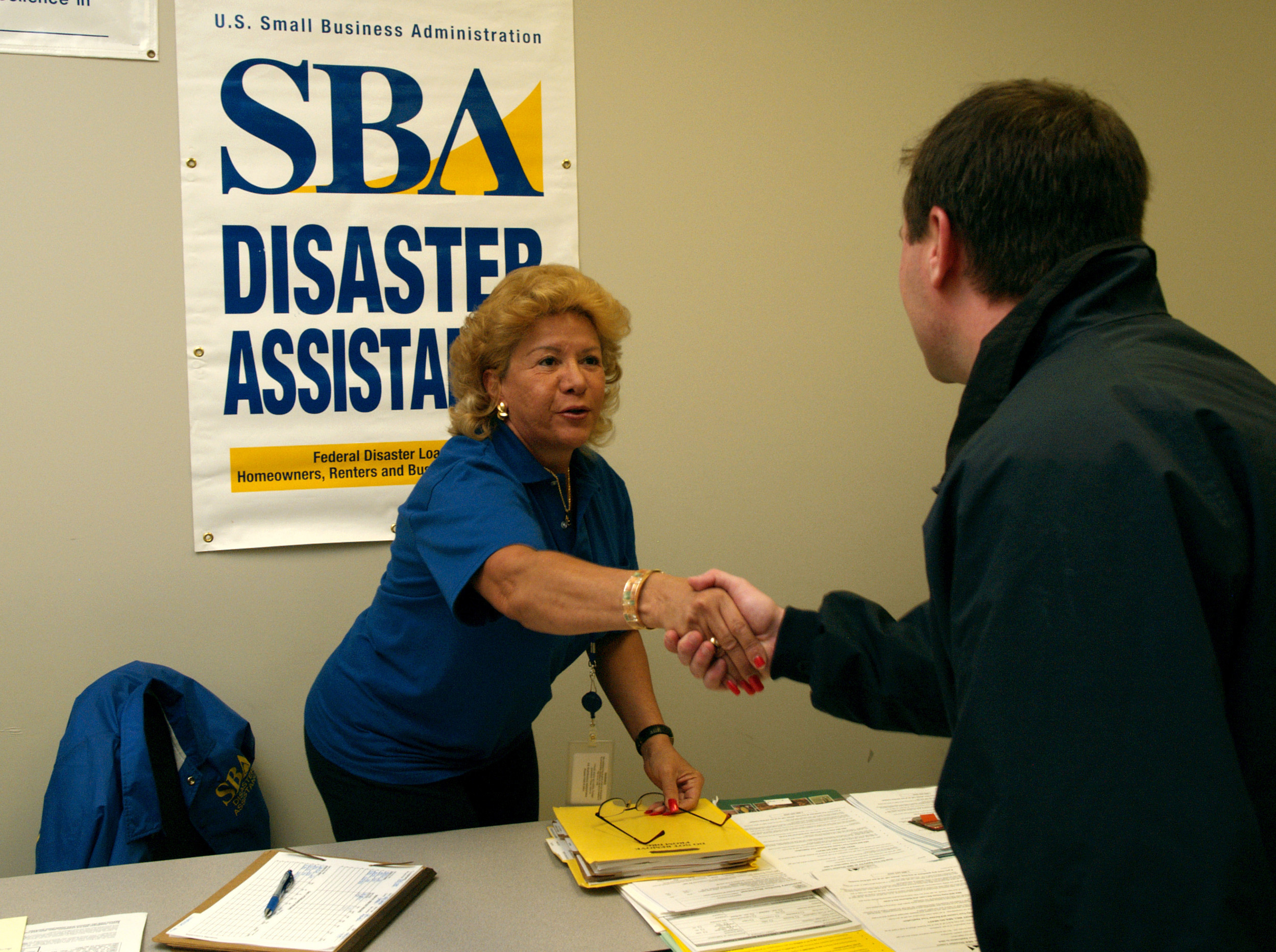
تصویری از نحوه ارائه خدمات به مشتری

خدمات مشتری یا امور مشتریان تدارک‌هایی برای ارائهٔ خدمات به مشتریان، پیش، در حین و پس از عرضه و فروش به آنهاست. به عقیدهٔ اِفرِیم توربان (به انگلیسی: Efraim Turban) (۲۰۰۲)، خدمات مشتری مجموعه‌ای از فعالیت‌هاست که برای ارتقای رضایت مشتری -که احساس مطابقت محصول یا خدمت عرضه شده با انتظارات اوست- طراحی شده‌اند.
به نوعی خدمات مشتری، مجموعه اقدامات و فعالیت‌هایی هستند که یک سازمان برای ارائه و پشتیبانی از مشتریان خود انجام می‌دهد تا تجربه مشتریان را بهبود بخشیده و رضایت آن‌ها را افزایش دهد.
از اصلی‌ترین نکات خدمات به مشتریان آگاهی از خواسته مشتری و آگاهی از انتظارات مشتری نسبت به خواسته‌است. این نکته بسیار حیاتی است. فرض کنید یک مشتری برای خرید یک دستگاه یخچال وارد فروشگاهی می‌شود. ابتدا فروشنده متبحر از نگاه و وارسی مشتری از انواع یخچال‌ها می‌فهمد که دامنه درخواست مشتری چقدر است. حال فروشنده است که وارد محدوده فکری مشتری می‌شود و بر تصمیم‌گیری مشتری اثر می‌گذارد. انتظارات مشتری را می‌پرسد و بعد موارد مناسب برای مشتری را معرفی می‌کند.

## اهمیت
اهمیت خدمات مشتری ممکن است با توجه به محصول یا خدمت، صنعت و مشتری متفاوت باشد. میزان موفقیت این‌گونه ساز و کارها به «داشتن کارکنانی که می‌توانند خود را با شخصیت مشتری تنظیم کنند» بستگی دارد. در مطالعاتی از پژوهشگران این زمینه بیان شده‌است که خدمات مشتری نقش مهمی در توانایی مؤسسه در کسب درآمد دارد.
یک خدمت در زمینهٔ خدمات مشتری می‌تواند به‌کلی دیدگاه مشتری دربارهٔ مؤسسه را تغییر دهد.

## رویکردها، روش‌ها و وسایل
امروزه مؤسسات کارکنان، روش‌ها و شاخص‌هایی را به صورت ویژه برای خدمات مشتری در نظر می‌گیرند. ارائهٔ این خدمات ممکن است توسط کارکنان یا وسایل (به صورت خودکار) صورت گیرد. اخیراً برای گردآوری سریع بازخورد مشتریان، فرم‌ها و فناوری‌هایی تهیه شده‌اند که نظر مشتریان را در پایان خدمت یا پس از دریافت محصول با روش‌های کوتاه و سریع استخراج می‌کنند.

## استانداردها
تعداد کمی استاندارد در این زمینه وجود دارند. سازمان بین‌المللی استانداردسازی و مؤسسه بین‌المللی خدمات مشتری موارد زیر را تهیه و ارائه کرده‌اند:
- ایزو ۹۰۰۴:۲۰۰۰ در بهبود کارایی، (به انگلیسی: ISO 9004:2000, on performance improvement)
- ایزو ۱۰۰۰۱:۲۰۰۷ استاندارد شناسه رفتاری رضایت مشتریان برای سازمان‌ها، (به انگلیسی: ISO 10001:2007, on customer service conduct)
- ایزو ۱۰۰۰۲:۲۰۰۴ استاندارد رسیدگی به شکایت‌های مشتریان در سازمان‌ها، (به انگلیسی: ISO 10002:2004, on quality management in handling customer complaints)
- ایزو ۱۰۰۰۳:۲۰۰۷ استاندارد راهنمای حل اختلاف با مشتریان و حل مشاجرات برون سازمانی رضایت مشتریان،[۱] (به انگلیسی: ISO 10003:2007, on dispute resolution)
- استاندارد بین‌المللی خدمات مشتریان، (به انگلیسی: The International Customer Service Standard (TICSS))

اتحادیهٔ اروپا نیز نشان و استاندارد بین‌المللی راهنمای سنجش و پایش رضایت مشتریان (ISO 10004:2012) را به مؤسسات و شرکت‌های واحد شرایط اعطا می‌کند.

## همچنین بنگرید به
- مدیریت ارتباط با مشتری
- رضایت مشتری